# Poleanețke, Babanka
Poleanețke (în ucraineană Полянецьке) este o comună în raionul Babanka, regiunea Cerkasî, Ucraina, formată numai din satul de reședință.

## Demografie
Componența lingvistică a comunei Poleanețke
     Ucraineană (98,14%)
     Rusă (1,55%)
     Alte limbi (0,31%)
Conform recensământului din 2001, majoritatea populației comunei Poleanețke era vorbitoare de ucraineană (98,14%), existând în minoritate și vorbitori de rusă (1,55%).